# Max Imdahl
Max Imdahl (6 septembre 1925 à Aix-la-chapelle – du 11 octobre 1988, Bochum) est un historien de l'art allemand spécialisé dans l'histoire de l'art de la méthodologie et l'interprétation de l'art moderne après la seconde Guerre Mondiale. Son nom est également associé à l' "iconique", la science de l'image qu'il a contribué à développer.

## Vie et œuvre
Imdahl fait des études de peinture, d'histoire de l'art, d'archéologie et de littérature allemande à l'Université de Münster. Pour ses peintures, il remporte le Blevins Davis Prize, le plus prestigieux concours d'art de la période d'après-guerre en Allemagne, dans les années 1950. En 1951, il obtient son doctorat sur le traitement de la couleur dans l'illumination carolingienne tardive sous la direction de Werner Hager. Après avoir travaillé comme assistant à l'Université de Münster pendant quelques années et avoir rédigé son habilitation (Habilitationsschrift) sur l'art ottonien, il est nommé - en 1965 - professeur d'histoire de l'art à l'université de la Ruhr à Bochum tout juste créée. À Bochum, il s'engage dans la mise en place de l'enseignement de l'art moderne et contemporain. Avec ses interprétations novatrices, et son rôle dans l’organisation de la documenta de Cassel, il laisse non seulement sa marque sur une génération entière de critiques de l’art mais il donne également des impulsions théoriques importantes dans les débats allemands sur l’esthétique (notamment au sein du groupe « Poetik und Hermeneutik », auquel participent également des intellectuels tels que Hans Blumenberg, Jacob Taubes, Hans-Robert Jauss ou Wolfgang Iser). À partir de 1986 jusqu'à sa mort, il a également été membre de l'Académie allemande des arts.[réf. nécessaire]
En prenant le contre-pied de la méthode dominante en histoire de l'art, la méthode iconographique-iconologique d'Erwin Panofsky, Imdahl met au point une méthodologie alternative qu'il baptise "iconique". À l'instar du logos, dont la science est la logique, qui détermine ses lois internes, l' image (eikôn) exige qu'on développe enfin une science qui cesse d'expliquer les images par des facteurs extrinsèques, mais qui permet de comprendre comment, à partir d'une structure visuelle immanente, celles-ci génèrent une signification. Si l'art moderne et abstrait est son terrain de prédilection où il illustre comment fonctionne cette "iconique", Imdahl est également revenu régulièrement à des formes d'art plus anciennes, où le modèle textualiste reste dominant, notamment dans l'art médiéval. Ainsi, le cycle de fresques de Giotto à Padoue devient l'occasion de mettre au jour une "intelligence visuelle" des images qu'aucun texte-source ne peut expliquer, et où l'approche iconographique-iconologique montre clairement ses limites.[réf. nécessaire]
Max Imdahl est aujourd'hui une des références majeures pour les études visuelles en Allemagne, et son "iconique" est notamment reprise par des auteurs tels que Gottfried Boehm ou Bernhard Waldenfels.[réf. nécessaire]
En France, le nom de Max Imdahl a longtemps été associé à une enquête sur la couleur dans l'art, notamment par le biais d'une traduction d'un essai consacré à ce sujet. Un dossier de plusieurs textes dédiés à certains artistes contemporains (Joseph Albers, Gotthard Graubner, Norbert Kricke, François Morellet, Richard Serra...) était paru dans la revue Pratiques. Son texte-manifeste "L’Iconique. Une science des images et de leur évidence" (1994) a été inclus dans l'anthologie Penser l'image III. Comment lire les images.

## Publications
- « L’Iconique. Une science des images et de leur évidence » Penser l'image III. Comment lire les images? s.l.d. d'Emmanuel Alloa, Dijon: Presses du réel, 2017, p. 145-169.
- Couleur. Les écrits des peintres français de Poussin à Delaunay. trad. Françoise Laroche, préface de Michel Pastoureau, Paris: MSH, 1996
- «  Textes choisis sur les œuvres de Joseph Albers, Gotthard Graubner, Norbert Kricke, François Morellet, Jan J. Schoonhoven, Richard Serra. », Pratiques. Réflexions sur l’art 1 (1996), p. 11-44.
- Angeli Janhsen-Vukicevic, Gundolf Hiver et Gottfried Boehm, eds., Max Imdahl: Gesammelte Schriften. 3 vol. Francfort: Suhrkamp, 1996.
- Picasso Guernica. Francfort: Insel, 1995.
- « Die Zeitstruktur en Poussins 'Mannalese'." Dans Clemens Fruh, Raphaël Rosenberg et Hans-Peter Rosinski, eds., Kunstgeschichte, aber wie? Zehn Themen und Beispiele. Berlin, Reimer, 1989.
- Farbe: Kunsttheoretische Reflexionen in Frankreich. Munich: W. Fink, 1987.
- Giotto: Arenafresken: Ikonographie, Ikonologie, Ikonik. Munich: W. Fink, 1980.
- (avec Gustav Vriesen), Robert Delaunay: la Lumière et la Couleur. New York: H. N. Abrams, 1969.
- (avec Werner Hager et Günther Fiensch), Studien zur Kunstform. Munster: Böhlau, 1955.